# Rhyparobia congica
Rhyparobia congica är en kackerlacksart som först beskrevs av Rehn, J. A. G. 1937.  Rhyparobia congica ingår i släktet Rhyparobia och familjen jättekackerlackor. Inga underarter finns listade i Catalogue of Life.